# Dorieo
Dorieo (Sparta, 540 a.C. circa – presso Erice, 510 a.C. circa) è stato un militare spartano (della dinastia degli Agiadi) in quanto fratello del re Cleomene I.
Era figlio del re spartano Anassandrida II (560-520 a.C.), fratello di Cleomene I, Leonida I e Cleombroto.
Erodoto racconta gli eventi che portarono alla successione al trono Agiade nel 520 a.C. Dato che la prima moglie del re Anassandrida II tardava a rimanere incinta, gli efori gli suggerirono di sposare una seconda moglie che difatti partorì Cleomene.
In maniera inaspettata però anche la prima moglie rimase incinta e partorì il suo primogenito Dorieo (di poco più giovane di Cleomene) e poi successivamente anche Leonida I (l'eroe delle Termopili) e Cleombroto. Alla morte del padre Anassandrida II, Dorieo avanzò la propria candidatura al trono in quanto primogenito della prima moglie, ma gli spartiati scelsero Cleomene in quanto primogenito del defunto re. Per questo motivo Dorieo, non sopportando l'idea di sottoporsi al potere del fratellastro, partì da Sparta alla volta prima della Libia poi della Trinacria (l'attuale Sicilia).
Nel 514 a.C. Dorieo, forse con l'aiuto di Cleomene I (che conduceva una politica estera molto più aggressiva di quella tradizionale spartana), sbarcò in Libia e fondò una colonia presso Cirene ma l'alleanza fra popoli locali e Cartagine portarono alla distruzione della colonia ed al ritorno di Dorieo e compagni a Sparta.
Nel 510 a.C. Dorieo tentò una nuova impresa verso la Sicilia e la Magna Grecia. Dopo una sosta in Magna Grecia in cui probabilmente prese parte nella guerra fra Sibari e Crotone (appoggiando Crotone), si diresse in Sicilia per tentare di nuovo di fondare una colonia nella zona di Erice (città elima filo-punica) ma fu sconfitto da un'alleanza fra i popoli locali di Segesta, Erice ed Entella con Cartagine.
Dorieo morì nella battaglia e il comando fu assunto dal suo luogotenente Eurileone che successivamente fondò o conquistò Eraclea Minoa e aiutò i cittadini di Selinunte a scacciare il tiranno Pitagora ed infine morì per opera degli stessi sibariti che temevano l'eccessivo potere che Eurileone aveva conquistato.
Il figlio di Dorieo Eurianatte combatté assieme a Pausania nella battaglia di Platea.
La morte di Dorieo segnò la fine dell'intervento di Sparta in Sicilia ma la sua fama di condottiero rimase a lungo nella memoria collettiva della Magna Grecia. Nel 480 a.C. Gelone, il tiranno di Siracusa., rimproverò ai confederati greci che chiedevano il suo aiuto nella guerra contro la Persia di non averlo aiutato mai contro Cartagine nemmeno per vendicare la morte di Dorieo.